# Jacob Lurie

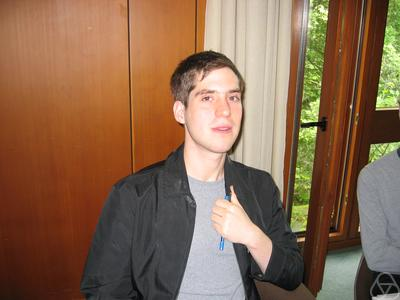
Jacob Lurie (2005)

Jacob Alexander Lurie (* 7. Dezember 1977 in Washington, D.C.) ist ein US-amerikanischer Mathematiker.
Lurie nahm als Schüler an der Internationalen Mathematikolympiade teil mit der Goldmedaille 1994 und gewann 1996 den Westinghouse-Science-Talent-Wettbewerb. Er studierte an der Harvard University mit dem Bachelor-Abschluss 2000 und erhielt im selben Jahr den Morgan-Preis für Undergraduates in Mathematik für eine Arbeit über Liealgebren (On simply laced Lie algebras and their Miniscule Representations). 2004 wurde er am Massachusetts Institute of Technology bei Michael J. Hopkins promoviert (Derived Algebraic Geometry). 2007 wurde er Associate Professor am MIT und 2009 Professor in Harvard. 2014 erhielt er ein MacArthur Fellowship. Seit 2019 ist er am Institute for Advanced Study. 2020 wurde Lurie in die National Academy of Sciences gewählt.
Lurie entwickelte neue Methoden in der höheren Kategorientheorie bzw. Topos-Theorie (Unendlich-Kategorien verschiedener Stufe) und neue topologische Methoden in der algebraischen Geometrie in seiner Theorie der Derivierten Algebraischen Geometrie und wandte Methoden der algebraischen Geometrie in der Topologie an (z. B. elliptische Kohomologie). Er wandte seine höhere Kategorientheorie auch auf die Klassifikation topologischer Quantenfeldtheorien (im Sinn von Michael Atiyah) an (rigorose Formulierung und Beweisskizze der Kobordismus-Vermutung von John Baez, James Dolan). Er war Invited Speaker auf dem Internationalen Mathematikerkongress 2010 (Moduli problems for ring spectra). 2014 wurde ihm gemeinsam mit vier weiteren Mathematikern der Breakthrough Prize in Mathematics zugesprochen für seine Arbeiten in höherer Kategorientheorie und derivierter algebraischer Geometrie und insbesondere für die Klassifikation vollständig erweiterter topologischer Quantenfeldtheorien und für seine modultheoretische Interpretation elliptischer Kohomologie.

## Schriften
- Jacob Lurie: Higher Topos Theory (= Annals of Mathematics Studies. Band 170). Princeton University Press, 2009, ISBN 978-0-691-14049-0, doi:10.48550/arXiv.math/0608040, arxiv:math/0608040v1 (englisch, ias.edu [PDF]).
- Derived Algebraic Geometry, Teil 1–6, Dissertation und Preprints 2007 bis 2009 (in Arxiv)
- On the classification of topological field theories, Preprint 2009
- Higher Algebra (Buch, Preprint auf seiner Homepage)
- mit Dennis Gaitsgory: Weil's conjecture for function fields: volume I, Princeton UP, 2019
- Moduli problems for ring spectra. Proceedings of the International Congress of Mathematicians. Volume II, 1099–1125, Hindustan Book Agency, New Delhi, 2010.